# جون ماكديرموت (كاتب)
جون ماكديرموت (بالإنجليزية: John McDermott)‏ هو كاتب أمريكي، ولد في 30 أغسطس 1919 في بويبلو في الولايات المتحدة، وتوفي في 20 أبريل 1977 في ويستبورت (كونيتيكت) في الولايات المتحدة.

## وصلات خارجية
- جون ماكديرموت على موقع IMDb (الإنجليزية)